# Sieć 34

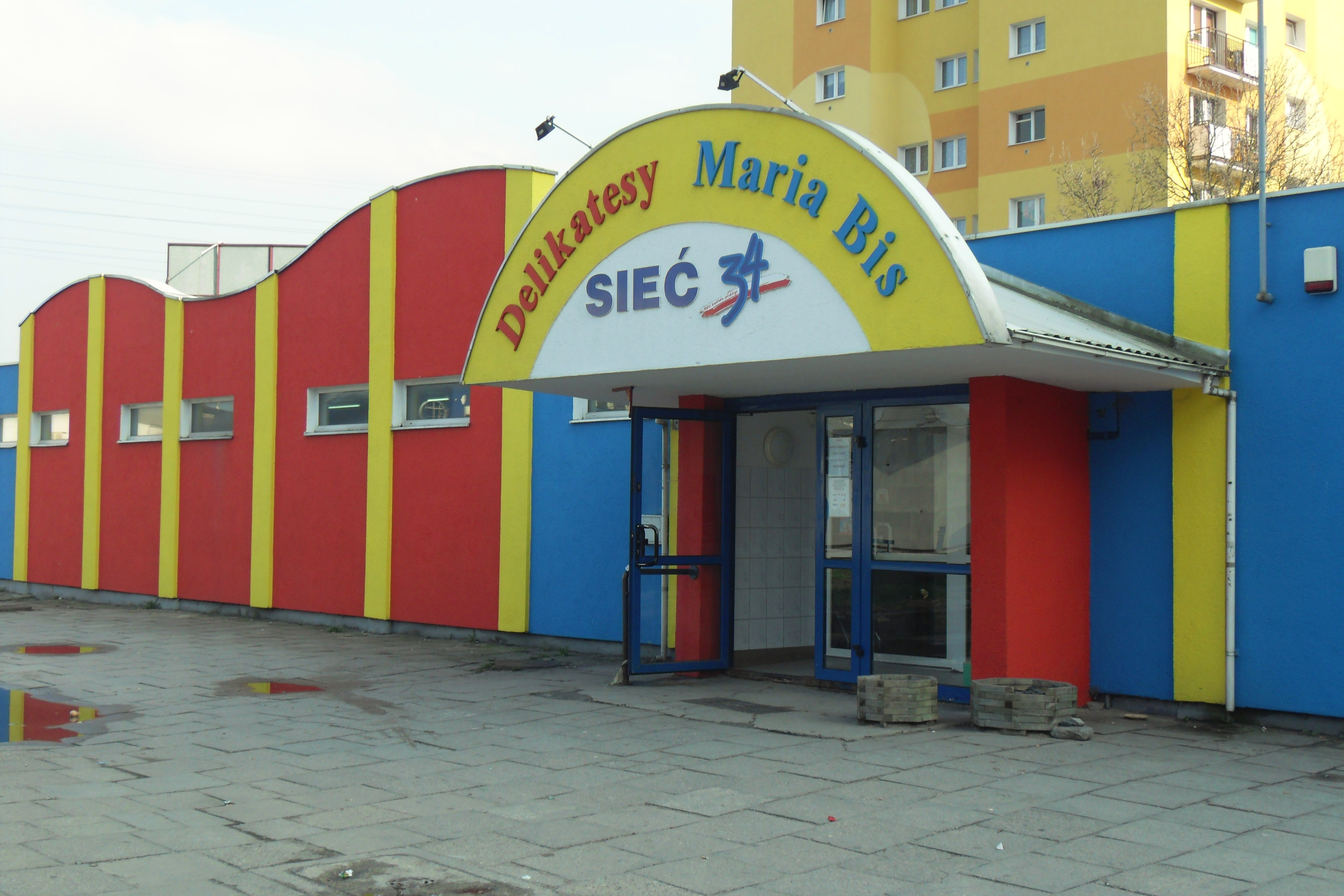
Sklep Sieć 34 przy ulicy Marynarki Polskiej w Gdańsku

Sieć 34 – w całości polska sieć handlowa, mająca na celu rozwój polskiego handlu, wsparcie rodzimego przemysłu i ochronę konsumentów. Sieć ta istnieje od 1996 roku. Jest to ogólnopolska organizacja niezależnych handlowców branży spożywczej działających pod własną marką Sieć 34, skupiający rodzimy kapitał. 